# Consiliul Român pentru Clădiri Verzi
Consiliul Român pentru Clădiri Verzi este o asociație non-profit ce are ca scop încurajarea condițiilor de piață, educaționale și legislative necesare pentru promovarea construcțiilor performante care sunt atât sustenabile, cât și profitabile. RoGBC  este acreditat oficial ca “Emerging council” (consiliu emergent) de către World Green Building Council.

## Misiune și obiective
Consiliul Român pentru Clădiri Verzi dorește să creeze un model de dezvoltare exemplar în regiune, asigurându-se totodată că mediul construit nu va pune în pericol generațiile viitoare, ci din contră, va fi o sursă de siguranță, confort, inovație și oportunitate.
Pentru a promova transformarea pieței și pentru a facilita implementarea următoarei generații de construcții de înaltă performanță, Consiliul Român pentru Clădiri Verzi are ca scop:
- Facilitarea accesului cea mai actuală informație și la instruire de cea mai înaltă calitate, cu scopul de a crea un grup național de experți în domeniul clădirilor verzi.
- Sprijinirea dezvoltării condițiilor de reglementare potrivite pentru a promova construcțiile sustenabile concomitent cu asigurarea unui profit atractiv.
- Dezvoltarea și implementarea, la nivel național, a unor standarde și a unor sisteme de certificare privind construcțiile verzi.
- Sprijinirea dezvoltării celor mai bune construcții verzi posibile la nivel național în România și poziționarea României ca lider în domeniul construcțiilor sustenabile în regiune.
- Construirea unei organizații cuprinzătoare, prin facilitarea colaborării între toți jucătorii relevanți ai sectorului, cu scopul eliminării barierelor sistemice și promovării unui mediu construit cu adevărat sustenabil.
- Promovarea colaborării locale, regionale și internaționale cu scopul partajării de cunoștințe și al încurajării inovației.
- Cercearea, compilarea și diseminarea celor mai bune practici în regiune și încurajarea adoptării și implementării acestora.

## Structura organizațională
Încă de la fondarea sa în anul 2008, RoGBC reunește companii și organizații dintr-o varietate de industrii legate de sectorul real estate și sectorul construcțiilor. Organizația este deținută de membrii săi și condusă de Consiliul Director, care numește un Comitet Executiv și un Președinte pentru a gestiona activitățile obișnuite ale orgnizației și pentru a lucra pentru realizarea obiectivelor. Calitatea de membru se distinge, proporțional cu diferite drepturi și responsabilități, astfel: membru fondator, parteneri, membrii și membrii asociați.
Așa cum se arată pe site-ul oficial al asociației, la baza formării organizației a stat 
| “         | nevoia de a demonstra angajament și a lua acțiuni serioase pentru a se asigura că viitoarea creștere în domeniul construcțiilor în România respectă princiile dezvoltării sustenabile. Din poziția de lider în industrie, companiile membre au dorit de asemenea să demonstreze sprijinul lor pentru legislația românească și cea europeană, atât în ceea ce privește egislația curentă, cât și cea viitoare, solicitând din partea industriei construcțiilor o sporire a performanței de mediu. În timp ce nu neagă importanța responsabilității de mediu, fondatorii realizează de asemenea avantajul strategic de business pe care îl oferă clădirile mai eficiente din punct de vedere energetic, sau care necesită un consum mai mic de resurse, prin prisma unei viitoare creșteri a prețurilor pentru energie, a grijii privind securitatea energetică, și a creșterii costurilor la resursele limitate necesare în construcții. | ” |
| — RoGBC , | |   |